# Watter
Watter var en av de germanska folkstammar som enbart nämns av Tacitus. Enligt honom så bodde de vid nedre Weser mellan Teutoburgerskogen och Hercynska skogen. De tillhörde därmed förmodligen den folkgrupp som kallades herminoner, dit även sveberna tillhörde. Det finns inga vidare historiska belägg för denna folkstam, men geografiskt så uppgick de senare i den större folkgrupp som kallas thyringar.